# 莰烯
莰烯是双环单萜。几乎不溶于水，但可溶于常见的有机溶剂。它在室温下易挥发，有刺鼻的气味。它是许多精油的成分之一，如松节油、柏油、樟脑油、香茅油等。它通过更常见的α-蒎烯的催化异构化反应在工业上生产。莰烯可用于制备香料，或者作为食品调味的添加剂。